# Юнгшиле СК
Юнгшиле Спортклуб (на шведски: Ljungskile Sportklubb) е шведски футболен отбор от едноименния град Юнгшиле. Състезава се във второто ниво на шведския футбол групата Суперетан.